# Denise de la Rue
Denise De La Rue (nacida en Ciudad de México) es una artista multidisciplinar mexicana que trabaja en los ámbitos de la fotografía, el vídeo y las instalaciones artísticas, interviniendo frecuentemente lugares históricos y obras de grandes maestros de la pintura, siempre buscando explorar la dualidad y la conciencia humana.

## Trayectoria
Es graduada en Historia del Arte por el Centro de Arte Mexicano de la Ciudad de México. Posteriormente realiza estudios en la Escuela Activa de Fotografía (Ciudad de México) y en la Academia delle Belle Arti (Florencia, Italia).
Dentro de su trayectoria artística, destaca el trabajo con el Museo del Prado, el Museo Thyssen-Bornemisza, el Museo Picasso, el Museo Lázaro Galdiano de Madrid o el Museo Nacional de Arte de México.
De La Rue es la primera artista latinoamericana exhibida por la Galería Gagosian, y ha colaborado con importantes colecciones como la de Casa de Alba entre otras.

## Obra
La obra de De La Rue se ha caracterizado por explorar la dualidad de la condición humana, en especial la lucha entre la vida y la muerte, la belleza y la crueldad, Eros y Thanatos, lo sublime y lo horrible, el héroe y el villano, la luz y la oscuridad.
A Cry for Peace (2014), pieza audiovisual donde la artista recupera el Guernica (1937) de Picasso, una obra de carácter universal, para realizar una metáfora en la que se establece un paralelismo entre la tauromaquia y la guerra.
El film muestra al torero Javier Conde danzando con su muleta ante la obra de Picasso, representando así la figura del soldado, quien guía al espectador a través de un viaje por la devastación del Guernica.
Con una duración de tres minutos y partitura musical del ganador del Oscar, Gustavo Santaolalla, esta obra pretende generar una reflexión sobre la violencia y la destrucción de la guerra, para combatir la indiferencia ante el sufrimiento humano y funcionar así como una llamada a la paz.
La pieza fue presentada en la sede de las Naciones Unidas en Nueva York, durante la Asamblea General del 2014, y destaca por ser la primera vez en la historia que la Succesion Picasso otorga el permiso de uso del Guernica para una obra de arte contemporáneo.
En Brujas. Metamorfosis de Goya (2017), Denise De La Rue genera un diálogo con las composiciones brujescas de Francisco de Goya, contenidas en la serie Asuntos de brujas. Reflejo de procesos de empoderamiento femenino pero también de aspectos históricos y culturales, la serie está formada por seis montajes fotográficos en los que diversas actrices españolas (Inma Cuesta, Verónica Echegui, Macarena García, Bárbara Lennie, Adriana Ugarte y Maribel Verdú) se integran en los trabajos pictóricos del pintor zaragozano.
Las pinturas originales de Goya son las siguientes: Vuelo de brujas (Museo Nacional del Prado, Madrid, 1798), Hechizado por la fuerza (1798, National Gallery, Londres), Las brujas (1798, Museo Lázaro Galdiano, Madrid), El convidado de piedra (1798, paradero desconocido), El aquelarre (1798, Museo Lázaro Galdiano, Madrid), La cocina de las brujas (1798, paradero desconocido).
Esta reinterpretación de la obra de Goya explora los arquetipos de la bruja y de la magia, así como el misterio de la creación, la destrucción y el renacimiento.
Angelas. Metamorfosis de Goya (2017) es una reinterpretación de pinturas de Francisco de Goya cuyos protagonistas son ángeles o seres alados. En la obra de Denise De La Rue, las ángelas protagonistas son cinco actrices: Michelle Jenner, Claudia Traisac, Anna Castillo, Natalia de Molina y Juana Acosta, que sirven de vínculo entre el significado de la palabra ángel como "mensajero de Dios" y la imagen etérea de las actrices como mensajeras con capacidad de creación. 
La serie fotográfica se expuso a modo de intervención en la Ermita de San Antonio de la Florida de Madrid, lugar donde se encuentran los restos del pintor zaragozano y donde también se pueden observar diversos frescos goyescos. Por primera vez en sus más de dos siglos de historia, la Ermita acoge una intervención artística, que se completa con ambientación musical y con un gran suelo de espejo, que refleja los frescos que decoran la cúpula y las bóvedas de la capilla. 
Matador (2008). Obra conformada por retratos de toreros en el momento de volver de la plaza, después de haberse enfrentado a la muerte en el ruedo. Con escenarios barrocos como fondo, las fotografías abordan la mística de la tauromaquia y examinan la doble identidad de los matadores, quienes afirman la vida justo al borde de la muerte. Los cuerpos de los toreros aún llevan las marcas de la batalla y de la muerte del toro, mostrándonos la lucha interna del hombre contra la condición humana, y explorando las implicaciones morales de esta tradición en la actualidad. 
Eros y Thanatos. Serie compuesta por fotografías que muestran a ensangrentados y agotados matadores de toros ante obras icónicas de grandes maestros de la pintura. Eros y Thanatos pone en relieve el misterio de la vida y la muerte, de la belleza y la violencia, encapsulando la lucha entre lo sublime y lo horrible que está presente tanto en el arte, en la tauromaquia y en la condición humana. 
Para este proyecto la artista contó con la colaboración de entidades como el Museo Nacional del Prado, Museo Picasso de Barcelona, Museo Reina Sofía, Museo Thyssen-Bornemisza, Colección Casa de Alba y Colección Casa Ducal de Medinaceli, entre otras.

## Exposiciones
- A CRY FOR PEACE. Museo Tamayo de Arte Contemporáneo, Ciudad de México (2017).
- BRUJAS. Museo Lázaro Galdiano, Madrid (2017).
- ÁNGELAS. Intervención en la Ermita de San Antonio de la Florida, Madrid (2017).
- IN GIRUM IMUS NOCTE ET CONSUMIMUR IGNI. Museo Jumex, Ciudad de México (2015).
- DESTELLO. Colección Jumex, Ciudad de México (2011).
- SHOOT. Imago Galleries, Palm Springs (2010).
- WITH YOU I WANT TO LIVE. Museo de Arte, Fort Lauderdale (2010).
- MATADOR. Gagosian Gallery, Beverlly Hills (2008).
- MEXTILO. Centro Nacional de las Artes, Ciudad de México (2005).